# Carnota (Alenquer)
Carnota es una freguesia portuguesa del concelho de Alenquer, con 18,03 km² de área y 1695 habitantes (2001). Tiene una densidad de población de 94,0 hab/km².